# Yellowstone (série télévisée)
Pour les articles homonymes, voir Yellowstone (homonymie).
1883
Yellowstone est une série télévisée américaine créée par Taylor Sheridan et John Linson (en), diffusée du 20 juin 2018 au 15 décembre 2024 sur la chaîne Paramount Network, et depuis le 21 juin 2020 sur la version canadienne de la chaîne.
En France, la série est diffusée depuis le 23 avril 2021 sur Salto, puis à partir du 23 juin 2022 sur TMC.
Les saisons 1 à 4 sont disponibles en France sur Paramount +, sur MyCANAL et à partir du 1er mars 2025 sur Netflix. 
Les 5 premières saisons sont disponibles au Canada en français sur Amazon Prime et au Québec sur Séries Plus.
Le succès de la série engendre le développement de plusieurs séries dérivées, dont 1883 et 1923 et The Madison (qui sera la suite directe de Yellowstone) sont également prévues.

## Synopsis

Ancien logo de la série.

Depuis le XIXe siècle, dans le Montana, la famille Dutton possède le plus grand ranch des États-Unis près du parc national de Yellowstone. Menée par le patriarche John, un homme aux méthodes souvent expéditives, la famille se bat contre des politiciens et des promoteurs immobiliers, pour que l'on n'empiète pas sur ses terres, notamment pour une réserve indienne.

## Distribution

### Acteurs principaux
- Kevin Costner (VF : Bernard Lanneau) : John Dutton III, patriarche de la famille Dutton
- Luke Grimes (VF : Franck Lorrain) : Kayce Dutton, quatrième enfant de John Dutton
- Kelly Reilly (VF : Isabelle Volpe) : Beth Dutton, troisième enfant de John Dutton
- Wes Bentley (VF : Stéphane Pouplard) : Jamie Dutton, deuxième enfant (adopté) de John Dutton
- Cole Hauser (VF : Valentin Merlet) : Rip Wheeler, bras droit de John Dutton
- Kelsey Asbille (VF : Léopoldine Serre) : Monica Dutton, épouse de Kayce Dutton
- Brecken Merrill (en) (VF : Cécile Gatto) : Tate Dutton, fils de Kayce et Monica Dutton, petit-fils de John Dutton
- Jefferson White (en) (VF : Jim Redler) : Jimmy Hurdstrom, employé de John Dutton
- Danny Huston (VF : Gabriel Le Doze) : Dan Jenkins, promoteur immobilier (saisons 1 et 2)
- Gil Birmingham (VF : Stéphane Bazin) : Thomas Rainwater, chef de la réserve indienne
- Forrie J. Smith (VF : Pascal Germain) : Lloyd (récurrent saisons 1 et 2, principal saison 3 à 5)
- Denim Richards (VF : Raphaël Cohen) : Colby (récurrent saisons 1 et 2, principal saison 3 à 5)
- Ian Bohen (VF : Guillaume Lebon) : Ryan (récurrent saisons 1 à 3, principal saison 4 et 5)
- Finn Little (VF : Thomas Sagols) : Carter (principal saison 4 et 5)
- Ryan Bingham (en) (VF : Julien Allouf) : Walker, employé de John Dutton (récurrent saisons 1 à 3, principal saison 4 et 5)
- Wendy Moniz (VF : Juliette Degenne) : Lynelle Perry (récurrente saisons 1 et 3, invitée saisons 2 et 4, principale saison 5)
- Jennifer Landon (en) (VF : Dorothée Pousséo) : Teeter (récurrente saisons 3 et 4, principale saison 5)
- Kathryn Kelly (VF : Sara Chambin) : Emily (récurrente saison 4, principale saison 5)
- Moses Brings Plenty (VF : Jean-Alain Velardo) : Mo (récurrent saisons 1 à 4, principal saison 5)
- Katherine Cunningham : Christina (saison 1, 2 et 4)

### Acteurs récurrents
- Michael Nouri (VF : Guy Chapellier) : Bob Schwartz
- Q'orianka Kilcher : Angela Blue Thunder (saison 3 et 5)
- Josh Lucas (VF : Bruno Choël) : John Dutton, jeune (saisons 1 et 5, invité saison 2)
- Michaela Conlin (VF : Vanessa Van-Geneugden) : Sarah Nguyen, journaliste (saison 1, invité saison 2)
- Heather Hemmens (VF : Charlotte Correa) : Melody (saison 1)
- Fredric Lehne (VF : Stéfan Godin) : Carl Reynolds (saison 1)
- Timothy Carhart (VF : Philippe Catoire) : A. G. Stewart (saisons 1 et 3, invité saison 2)
- Hugh Dillon (VF : Serge Biavan) : Sheriff Donnie Haskell (saison 4, invité saison 1 et 3)
- Rudy Ramos (en) (VF : Hervé Jolly) : Felix Long (saison 1, invité saisons 2 et 4)
- Tanaya Beatty (VF : Anne Tilloy) : Avery (saison 2, invitée saison 1)
- Neal McDonough (VF : Bruno Dubernat) : Malcolm Beck, promoteur immobilier (saison 2)
- James Jordan (VF : Olivier Chauvel) : Steve Hendon (saisons 2 et 3)
- Kelly Rohrbach (VF : Marie Diot) : Cassidy Reid (saison 2)
- Josh Holloway (VF : Arnaud Arbessier) : Roarke Carter, promoteur immobilier (saisons 3 et 4)
- Karen Pittman (en) (VF : Annie Milon) : Willa Hayes (saison 3)
- Eden Brolin (en) (VF : Ludivine Maffren) : Mia (depuis la saison 3)
- Hassie Harrison (VF : Karl-Line Heller) : Laramie (depuis la saison 3)
- Will Patton (VF : Edgar Givry) : Garrett Randall, père biologique de Jamie (saisons 3 et 4)
- Jacki Weaver (VF : Frédérique Tirmont) : Caroline Warner (depuis la saison 4)
- Piper Perabo (VF : Adeline Moreau) : Summer Higgins (depuis la saison 4)
- Taylor Sheridan (VF : Eric Marchal) : Travis Wheatly (saison 4, invité saisons 1 et 2)
- Maria Julian (VF : Elsa Davoine) : Kate (depuis la saison 4, invitée saison 3)
- Jerynce Brings Plenty : Jerynce (depuis la saison 4)
- Kai Caster : Rowdy (saison 5)
- Lainey Wilson (VF : France Renard) : Abby (saison 5)
- Dawn Olivieri : Sarah Atwood (saison 5)
- Lilli Kay (VF : Audrey Sourdive) : Clara Frewer (saison 5)
- Steven Williams : Cowboy (saison 2)

### Invités
- Dave Annable (VF : Damien Ferrette) : Lee Dutton, fils aîné de John Dutton (saison 1, épisode 1)
- Jill Hennessy (VF : Françoise Cadol) : sénateur Huntington (saison 1, épisode 1)
- Jeremiah Bitsui (en) : Robert Long (saison 1, épisode 1)
- Geno Segers : Danny Trudeau (saison 1, épisode 3)
- Gretchen Mol (VF : Laurence Dourlens) : Evelyn Dutton (saison 1, épisodes 3 et 7)
- Andrea Fappani : lui-même (saison 1, épisode 5)
- James Pickens Jr. : vieux cowboy (saison 1, épisode 9)
- Dabney Coleman (VF : Mario Pecqueur) : John Dutton sénior (saison 2, épisode 10)
- Barry Corbin : Ross (saison 4, épisode 5)

 Source et légende : version française (VF) sur RS Doublage

## Fiche technique
Sauf indication contraire, les informations mentionnées dans cette section peuvent être confirmées par la base de données cinématographiques IMDb,  présente dans la section « Liens externes ».
- Créateurs : Taylor Sheridan et John Linson (en)
- Scénarios : Taylor Sheridan
- Réalisateurs : Stephen Kay, Taylor Sheridan, Guy Ferland, John Dahl, Christina Alexandra Voros, ...
- Photographie : Ben Richardson
- Musique : Brian Tyler et Breton Vivian
- Montage : Evan Ahlgren, Chad Galster et Gary Roach
- Production : John Linson, Art Linson, Taylor Sheridan, Kevin Costner et David C. Glasser
- Société de production : Linson Entertainment, Bosque Ranch Productions et Treehouse Films
- Diffusion : Paramount Network
- Format : couleur - 2.00:1

## Production

### Genèse et développement
Taylor Sheridan commence à travailler sur la série dès 2013, alors qu'il met peu à peu sa carrière d'acteur de côté. Ayant vécu au Texas et dans le Wyoming, il décide finalement de situer l'intrigue dans le Montana et se rend à Livingston pour parfaire son script.
En mai 2017, il est annoncé que Paramount Network a commandé sa première série, Yellowstone, constituée de dix épisodes écrits, réalisés et coproduits par Taylor Sheridan. Les autres producteurs sont John Linson, Art Linson, Harvey Weinstein et David Glasser et les sociétés Linson Entertainment et The Weinstein Company.
En octobre 2017, à la suite de l'affaire Harvey Weinstein, le nom du producteur et celui de sa société sont retirés du générique. Kevin Kay, président de Paramount Network, confirme en janvier 2018 que le générique ne contiendra pas le logo de The Weinstein Company malgré sa participation à la production.
Le 24 juillet 2018, la série est renouvelée par la chaîne pour une seconde saison de dix épisodes.
Le 19 juin 2019, la chaîne renouvelle la série pour une troisième saison de dix épisodes incluant Josh Holloway dans la distribution. Il incarnera le personnage de Roarke Carter.
Le 21 février 2020, la série est renouvelée pour une quatrième saison avant même la diffusion de la troisième, puis pour une cinquième saison le 3 février 2022. Kathryn Kelly et Jennifer Landon sont promues à la distribution principale.
Le 5 mai 2023, Paramount annonce que Kevin Costner quittera la série à la fin de la première partie de la saison 5.
La deuxième partie de la cinquième et dernière saison est sortie le 15 décembre 2024.

### Distribution des rôles
En mai 2017, Kevin Costner est annoncé dans le rôle principal de John Dutton. En juin 2017, Luke Grimes, Cole Hauser, Wes Bentley et Kelly Reilly décrochent des rôles majeurs,. En juillet 2017, Kelsey Asbille est annoncée dans le rôle de Monica. En août 2017, c'est au tour de Dave Annable, Gil Birmingham, Wendy Moniz, Jefferson White, Gretchen Mol, Jill Hennessy, Patrick St. Esprit, Ian Bohen, Denim Richards et Golden Brooks de rejoindre la distribution. En novembre 2017, Michaela Conlin et Josh Lucas obtiennent des rôles récurrents.
Dave Annable et Luke Grimes ont déjà joué ensemble des rôles de frères dans une série  d'ABC, Brothers and Sisters.

### Tournage
Le tournage débute en août 2017 dans le ranch Chief Joseph à Darby dans le Montana. Le mois suivant, il se poursuit à Park City en Utah, dans les studios Utah Film  sur plus de 4 000 m2,.

## Épisodes

### Première saison (2018)
La première saison est composée de neuf épisodes.
1. Le Point du jour (Daybreak) (92 minutes)
2. Un témoin à abattre (Kill the Messenger)
3. Plus de bons chevaux (No Good Horses)
4. Le Long train noir (The Long Black Train)
5. Retour au bercail (Coming Home)
6. Le Souvenir (The Remembering)
7. Un monstre parmi nous (A Monster Is Among Us)
8. Le Dénouement - Première partie (The Unravelling, Pt. 1)
9. Le Dénouement - Deuxième partie (The Unravelling, Pt. 2)

### Deuxième saison (2019)
La saison est composée de dix épisodes et débute le 19 juin 2019.
1. Le Grondement du jour (A Thundering)
2. Nouveaux Départs (New Beginnings)
3. La Puanteur du désespoir (The Reek of Desperation)
4. Il ne reste plus que des démons (Only Devils Left)
5. Toucher son ennemi (Touching Your Enemy)
6. Rituel de sang (Blood the Boy)
7. Le Jour de la Résurrection (Resurrection Day)
8. Tout est derrière nous (Behind Us Only Grey)
9. À nouveau ennemis dès lundi (Enemies by Monday)
10. Les Péchés du père (Sins of the Father)

### Troisième saison (2020)
Cette saison de dix épisodes a débuté le 21 juin 2020 sur Paramount Network.
1. C'est vous l'Indien, maintenant (You're the Indian Now)
2. Les Indomptables (Freight Trains and Monsters)
3. Une reddition acceptable (An Acceptable Surrender)
4. Retour en Californie (Going Back to Cali)
5. Cowboys et rêveurs (Cowboys and Dreamers)
6. Tout ça pour rien (All for Nothing)
7. La Raclée (The Beating)
8. Aujourd'hui, j'ai tué un homme (I Killed a Man Today)
9. Plus mesquin que le diable (Meaner Than Evil)
10. Les Couleurs du monde (The World Is Purple)

### Quatrième saison (2021)
Cette saison de dix épisodes débute le 7 novembre 2021 sur Paramount Network.
1. La Moitié de l'argent (Half the Money)
2. Douleur fantôme (Phantom Pain)
3. Personne ne nous regarde (All I See Is You)
4. Gagner ou Apprendre (Winning or Learning)
5. Marteau de sang (Under a Blanket of Red)
6. Je veux être comme lui (I Want to Be Him)
7. Ne pas perdre les loups de vue (Keep the Wolves Close)
8. Pas de pitié pour les lâches (No Kindness for the Coward)
9. La justice, ça n'existe pas (No Such Thing as Fair)
10. De l'herbe dans les rues (Grass on the Streets and Weeds on the Rooftops

### Cinquième saison (2022-2024)
Note : Pour les informations de renouvellement voir la section Production.
Le tournage de la cinquième saison est programmé pour mai 2022. D'un total de quatorze épisodes, elle est diffusée en deux parties de huit et six épisodes chacune. La première partie est diffusée depuis le 13 novembre 2022, et la deuxième est prévue pour novembre 2024.
1. Cent ans, ce n'est rien (One Hundred Years is Nothing)
2. La morsure de la sagesse (The Sting of Wisdom)
3. Un grand verre d'eau (Tall Drink of Water)
4. Les chevaux du paradis (Horses in Heaven)
5. Regarde-les s'éloigner à cheval (Watch'em Ride Away)
6. Des cigarettes, du whisky, une prairie... et toi (Cigarettes, Whiskey, a Meadow and You)
7. Ce n'est pas moi, ton rêve (The Dream Is Not Me)
8. Une lame et pas un sou (A Knife and No Coin)
9. Il suffit de le vouloir (Desire Is All You Need)
10. Un changement apocalyptique (The Apocalypse of Change)
11. Trois Cinquante-Trois (Three Fifty-Three)
12. Compter un coup (Counting Coup)
13. Renoncer (Give The World Away)
14. La vie est une promesse (Life Is A Promise)

## Accueil

### Accueil critique
La série est notée 4,3 sur 5 par les téléspectateurs sur le site d'Allociné (au 2 août 2022).
La série est notée 8,7 sur 10 sur le site d'IMDb (au 2 août 2022).

### Audiences

#### En France
Après une première diffusion sur la plateforme de vidéo à la demande Salto, Yellowstone est diffusé pour la première fois en clair à la télévision française sur TMC. Le premier épisode, diffusé le 23 juin 2022 de 21 h 35 à 23 h 18, a été vu par 803 000 téléspectateurs, soit une part de marché de 4,8%, ce qui en fait le meilleur lancement d'une série américaine inédite sur la TNT depuis quatre ans. Le second épisode, diffusé à la suite, a été regardé par 396 000 téléspectateurs (5,6% de part de marché), lui permettant de se hisser en tête des chaînes TNT.

## Séries dérivées
La série dérivée 1883 est diffusée en décembre 2021 sur Paramount+. Sont à l'affiche, entre-autres, Sam Elliott, Faith Hill et Tim McGraw qui incarne l'arrière-grand-père de John Dutton. Elle est constituée de dix épisodes.
1923, autre préquelle à la série d'origine, se concentrera sur la famille Dutton durant la période de la prohibition et la Grande Dépression. Helen Mirren et Harrison Ford tiennent les rôles principaux. Initialement intitulée 1932, elle est retitrée en juin 2022 : 1923. Elle est diffusée depuis décembre 2022 sur Paramount+.
6666, située dans le temps présent, est également en projet. Elle évoquera le Ranch Four Sixes (6666), au Texas.
Le 2 novembre 2023, Paramount +, annonce que deux spin-off sont en préparation, un avec Matthew McConaughey qui s’appellera The Madison et une autre qui se nommera 1944.

## Distinctions

### Récompenses
- Golden Globes 2023 : Meilleur acteur dans une série dramatique pour Kevin Costner